# Zuurstofvergiftiging
Zuurstofvergiftiging of hyperoxie is het optreden van vergiftigingsverschijnselen door een te hoge partiële druk aan zuurstof. Het is een verschijnsel dat (vooral) duikers ondervinden als ze te diep gaan.
Hoewel zuurstof voor het dierlijk leven onmisbaar is, is het bij verhoogde concentraties (met name bij een verhoogde partiële druk) giftig voor de mens en andere diersoorten.

## Oorzaken
Het mechanisme waardoor zuurstof de weefsels beschadigt is nog niet volledig begrepen. Men vermoedt dat de giftigheid wordt veroorzaakt doordat zuurstof in het lichaam kan reageren tot reactievere verbindingen. Voorbeelden hiervan zijn het superoxide-ion, en verschillende radicalen zoals hydroxylradicalen. Deze radicalen binden zich op een voor het lichaam ongewenste wijze aan vetten, eiwitten en enzymen in het lichaam waardoor de cellen beschadigd raken. Een voorbeeld is lipideperoxidatie, de aanhechting van peroxidegroepen (-OOH) in de lipiden van de celmembranen.
Hoewel men deze verbindingen als normale bijproducten van de stofwisseling kan zien, zijn de cellen in het menselijk lichaam berekend op de producten van het inademen van lucht met een partiële zuurstofdruk van 0,2 bar. Bij deze concentratie kan het de afvalproducten van zuurstofmetabolisme opruimen met anti-oxidanten, maar dit systeem is niet berekend op verhoogde concentraties zuurstof en dus verhoogde concentraties van deze bijproducten.
Hierdoor zullen deze bijproducten zich ophopen en verantwoordelijk zijn voor de schadelijke werking van zuurstof.

## Symptomen
Een teveel aan zuurstof kan schadelijk zijn voor met name het centraal zenuwstelsel, de longen en de ogen.

### Longen
Zuurstof irriteert de luchtwegen en met name de longen. Wanneer iemand te veel zuurstof inademt (vanaf 0,5 bar of 50% concentratie bij normale luchtdruk) zullen de luchtwegen geïrriteerd raken. De irritatie begint bij de luchtpijp en bronchiën en verspreidt zich vervolgens naar de longen. Men voelt aanvankelijk een lichte prikkeling in de keel, gevolgd door hoestbuien. De hoestbuien worden steeds intenser, men krijgt last van koorts en kortademigheid, en de bloedtoevoer naar de neus neemt toe. Uiteindelijk ontwikkelt men longoedeem, wat dodelijk kan aflopen.
In zuurstofbars wordt een hoge concentratie zuurstof ingeademd, omdat men meent dat dit heilzaam is. Omdat dit gedurende korte tijd geschiedt, treden geen schadelijke effecten op. Toch wordt met name ouderen aangeraden niet te lang en te vaak gebruik te maken van een zuurstofbar.

### Baby's
Bij te vroeg geboren baby's kan een teveel aan zuurstof in de couveuse leiden tot oogbeschadiging. Er ontstaat een scherpe grens tussen de wel en niet-doorbloede gebieden rond het oog, waarna het netvlies loslaat. 

### Centraal zenuwstelsel
Effecten op het centraal zenuwstelsel treden pas op als de partiële druk boven de 1,6 bar komt. Hierdoor ondervinden vooral perslucht-duikers deze effecten.
Zuurstofgas wordt op bepaalde dieptes (bij een partiële druk van meer dan 1,6 bar) giftig voor de mens, duikers wordt geadviseerd door duikorganisaties om te plannen met een maximale partiële zuurstofdruk van 1,4 bar.
Als de partiële druk boven de 1,6 bar komt, kan de duiker de volgende symptomen van zuurstofvergiftiging gaan merken:
- Visuele symptomen zoals kokerzien
- Oorsuizingen en auditieve hallucinaties
- Misselijkheid
- Tintelingen, vaak doen deze zich als eerste voor in de lippen en andere gezichtsspieren
- Gedragsveranderingen zoals prikkelbaarheid, verwarring en angst
- Duizeligheid
- Stuiptrekkingen

Van de symptomen uit bovenstaand lijstje zijn de stuiptrekkingen het gevaarlijkst, aangezien de duiker hierbij zijn ademautomaat kan verliezen en daardoor kan verdrinken.
Is het zuurstofpercentage in het luchtmengsel hoger, dan krijgt een duiker al op geringere diepte last van zuurstofvergiftiging (zie nitrox). De volgende door de NOAA opgestelde limieten worden algemeen aanvaard door duikorganisaties met vaak 1,4 bar als aanbevolen maximale partiële zuurstofdruk.
| Partiële zuurstofdruk (bar) | 1,6 | 1,5 | 1,4 | 1,3 | 1,2 | 1,1 | 1,0 | 0,9 | 0,8 | 0,7 | 0,6 |
| Limiet (minuten)            | 45  | 120 | 150 | 180 | 210 | 240 | 300 | 360 | 450 | 570 | 720 |

Naast zuurstofvergiftiging hoort ook caissonziekte bij de medische aandoeningen van het duiken, evenals contact met de vele giftige dieren en planten die een duiker kan tegenkomen onder water.
Voor de berekening van de partiële zuurstofdruk wordt de wet van Dalton gebruikt.